# Stefano Desideri
Stefano Desideri (ur. 3 lipca 1965 w Rzymie) – włoski piłkarz grający na pozycji środkowego pomocnika.

## Życiorys
Desideri urodził się w Rzymie i tam też rozpoczął piłkarską karierę w drużynie AS Roma. Do kadry pierwszego zespołu został włączony już w sezonie 1983/1984, ale nie zadebiutował w Serie A i latem 1984 został na rok wypożyczony do drugoligowej Piacenzy Calcio. W 1985 roku wrócił do Romy i zadebiutował w jej barwach w pierwszej lidze. W sezonie 1985/1986 wystąpił w 7 ligowych spotkaniach będąc rezerwowym dla Zbigniewa Bońka i Giuseppego Gianniniego. Wywalczył wicemistrzostwo Włoch oraz zdobył Puchar Włoch. W sezonie 1986/1987 zagrał już w 25 spotkaniach (5 goli), a już w sezonie 1987/1988 był podstawowym zawodnikiem „giallorossich” i zajął z nimi 3. miejsce w lidze. W sezonie 1990/1991 dotarł z Romą do finału Pucharu UEFA. W nim rzymianie okazali się gorsi od Interu Mediolan (0:2, 1:0), a Stefano zagrał tylko w drugim spotkaniu.
W 1991 roku Desideri przeszedł do Interu. Był podstawowym zawodnikiem „nerazzurrich”, ale zajął z zespołem dopiero 8. miejsce w Serie A. Sezon 1991/1992 także rozpoczął w barwach klubu z Mediolanu, ale już w listopadzie wypożyczono go do Udinese Calcio, gdzie stał się czołowym zawodnikiem i pomógł w utrzymaniu się w Serie A. Latem 1992 kierownictwo klubu z Udine postanowiło wykupić piłkarza. W 1994 roku spadł z Udinese do Serie B i na drugim froncie spędził jeden sezon. Wywalczył wówczas wicemistrzostwo Serie B. W Udinese Desideri występował do 1997 roku i wtedy trafił do grającego w Serie C1 AS Livorno Calcio. W 1998 roku w barwach tego klubu zakończył karierę.
| Sezon   | Klub              | Kraj   | Rozgrywki | Mecze | Bramki |
| ------- | ----------------- | ------ | --------- | ----- | ------ |
| 1983/84 | AS Roma           | Włochy | Serie A   | 0     | 0      |
| 1984/85 | Piacenza Calcio   | Włochy | Serie B   | 19    | 0      |
| 1985/86 | AS Roma           | Włochy | Serie A   | 7     | 0      |
| 1986/87 | AS Roma           | Włochy | Serie A   | 25    | 5      |
| 1987/88 | AS Roma           | Włochy | Serie A   | 23    | 4      |
| 1988/89 | AS Roma           | Włochy | Serie A   | 27    | 2      |
| 1989/90 | AS Roma           | Włochy | Serie A   | 26    | 10     |
| 1990/91 | AS Roma           | Włochy | Serie A   | 28    | 3      |
| 1991/92 | Inter Mediolan    | Włochy | Serie A   | 29    | 4      |
| 1992/93 | Inter Mediolan    | Włochy | Serie A   | 4     | 1      |
| 1992/93 | Udinese Calcio    | Włochy | Serie A   | 22    | 3      |
| 1993/94 | Udinese Calcio    | Włochy | Serie A   | 31    | 1      |
| 1994/95 | Udinese Calcio    | Włochy | Serie B   | 24    | 3      |
| 1995/96 | Udinese Calcio    | Włochy | Serie A   | 32    | 0      |
| 1996/97 | Udinese Calcio    | Włochy | Serie A   | 18    | 0      |
| 1997/98 | AS Livorno Calcio | Włochy | Serie C1  | 12    | 0      |